# Stoke (Plymouth)
Stoke, também por vezes referido pelo seu antigo nome de Stoke Damerel, é uma povoação do condado de Devon, na Inglaterra, tradicionalmente parte da cidade de Devonport.
Antes de 1914, ano em que Devonport, Plymouth e Stonehouse foram fundidas numa única cidade com o nome de Plymouth, era considerada um subúrbio de Devonport. Após aquela fusão, passou a ser considerada um subúrbio da cidade de Plymouth, parte do condado de Devon.  
Stoke é hoje uma zona de alta densidade urbana, essencialmente ocupada por moradias unifamiliares, bisectada pela linha férrea que liga Paddington a Penzance. A igreja da localidade é notável pela sua arquitectura e pela sua história, contendo grande número de artefactos e epigrafia referente a acontecimentos e personalidades históricas.
A área onde se situa Stoke tem mantido elevada prosperidade ao longo de vários séculos, o que é atestado pela presença de diversas mansões com estilos que vão do georgiano ao vitoriano.